# Dašt-e Navmed
Dašt-e Navmed (perz. دشت ناامید; dosl. Ravnica tuge) je geološka depresija smještena većim istočnim dijelom u Faraškoj pokrajini u Afganistanu odnosno manjim zapadnim dijelom u Južnom Horasanu u Iranu. Nalazi na središtu Iranske visoravni i pruža se duljinom od 90 km u smjeru sjever−jug odnosno širinom od 50 km. Dašt-e Navmed u širem orografskom smislu predstavlja jednu u nizu depresija uklještenih između Istočnoiranskog gorja na zapadu odnosno krajnjih ogranaka afganistanskih gorja na istoku, a uključuju Namakzar s Peterganom na sjeveru odnosno Sistan na jugu. Područje Dašt-e Navmeda uključujući sjeverni depresijski pojas koji se nadovezuje na iransku unutrašnjost dijeli slične geološke i stratigrafske karakteristike s pustinjom Dašt-e Lut i profilno se sastoji od stabilne paleozojske platforme prekrivene gustim mezozojskim sedimentima odnosno holocenskim aluvijem. Nadmorska visina Dašt-e Navmeda kreće se od najviše 700 m na krajnjem sjeveru do 563 m kod jezera Tondi na jugu koji ujedno predstavlja hidrološko žarište depresije. S obzirom na prevladavajuću vruću pustinjsku klimu (BWh), većina vodotoka koji se slijevaju k Tondiju sezonskog su karaktera i pojavljuju se isključivo tijekom proljeća. Glavna rijeka koja protječe duž čitave depresije je Rud-e Tag Navmed, a pritječu joj Rud-e Šah-Vali, Šur-Rud, Tah-e Band-e Zer i Haftad-Rud s iranske odnosno Rud-e Dubirarak, Katori Mar-Kuh, Kaftar-Rud, Rud-e Piragaš, Rud-e Čah-Mazar, Rud-e Mir Hasan i Rud-e Seh-Čahi s afganistanske strane. Vegetacija u Dašt-e Navmedu prvenstveno je pustinjskog i polupustinjskog tipa.
U geopolitičkom smislu Namakzar je u potpunosti pripadao Iranu sve do 18. stoljeća kada se zbog političkog rasula prouzrokovanog padom safavidske dinastije našao u pojasu između kadžarskog Irana i duranijske monarhije, temelja suvremenog Afganistana. Granično područje je dugo vremena bilo nenaseljeno i od male gospodarske važnosti za obje zemlje, a potreba za preciznim definiranjem državne granice pojavila se tek u lipnju 1928. godine. Temeljem 10. članka sporazuma iz 1921. godine, dvije su države 8. ožujka 1934. sazvale nezavisnu arbitražu izabravši pritom za posrednika Tursku, državu s kojom su održavali dobre bilateralne odnose. Arbitražna komisija na čelu s turskim generalom Fahredinom Altajem do 15. svibnja 1935. iscrtala je više od 400 km granica između Haštadana i Sistana, a sam Dašt-e Navmed velikim je dijelom pripao Afganistanu. Granica koja ga dijeli proteže se relativno pravocrtno od planine Kuh-e Kurigana na sjeveru do ravnica Dašt-e Damdama na jugu. Depresija je i danas gotovo u potpunosti nenaseljena, a najbliža veća naselja su gradići Tabas-e Masina u Iranu udaljen 20 km zapadno odnosno Anar-Dare u Afganistanu smješten 50 km istočno. Zapadnim dijelom Dašt-e Navmeda prolazi iranska cesta 99 kojom se prvenstveno služe iranska granična policija i oružane snage.

## Poveznice
- Zemljopis Afganistana
- Zemljopis Irana